# Broughtonia lindenii
Broughtonia lindenii là một loài thực vật có hoa trong họ Lan. Loài này được (Lindl.) Dressler mô tả khoa học đầu tiên năm 1966.